# چهار بزرگ (غرب اروپا)
چهار بزرگ که با نام G4 نیز شناخته می‌شود، به فرانسه، آلمان، ایتالیا و بریتانیا اشاره دارد. فرانسه و بریتانیا کشورهای دارنده جنگ‌افزار هسته‌ای و از اعضای دائم شورای امنیت سازمان ملل با حق وتو هستند که هر یک از آنها را قادر می‌سازد تا از تصویب هرگونه پیش‌نویس قطعنامه "ماهوی" شورا بدون توجه به سطح حمایت بین‌المللی آن جلوگیری کنند. بریتانیا تنها کشور چهار بزرگ است که عضو اتحادیه اروپا نیست و در سال ۲۰۲۰ و بر اساس همه‌پرسی که در سال ۲۰۱۶ برگزار شد، به عضویت خود پایان داد. فرانسه، آلمان، ایتالیا و بریتانیا از قدرت‌های بزرگ اقتصادی اروپا محسوب می‌شوند و در شمار کشورهای اروپای غربی هستند که به صورت جداگانه به عنوان اعضای کامل گروه هفت و گروه ۲۰ نمایندگی می‌شوند. آنها از دوران بین دو جنگ به عنوان «چهار بزرگ اروپا» نامیده می‌شدند.
واژه G4 برای نخستین بار زمانی که نیکولا سارکوزی رئیس‌جمهور فرانسه خواستار نشستی در پاریس با سیلویو برلوسکونی، نخست‌وزیر ایتالیا، گوردون براون، نخست‌وزیر بریتانیا و آنگلا مرکل، صدراعظم آلمان برای بررسی پاسخ به بحران مالی در پاریس شد استفاده شد. رکود بزرگ مالی سازمان توسعه و همکاری اقتصادی آنها را به عنوان «چهار کشور بزرگ اروپایی» توصیف می‌کند.

## مسائل
رهبران چهار کشور معمولاً یک سری تماس‌های ویدئویی مشترک با رئیس‌جمهور ایالات متحده (نگاه کنید به کوئینت ناتو) یا با رهبران دیگر در مورد مسائل بین‌المللی دارند. به عنوان مثال، با باراک اوباما، رئیس‌جمهور ایالات متحده، آنها در مورد تجارت و مشارکت سرمایه‌گذاری ترانس-آتلانتیک، جنگ داخلی سوریه و استفاده از جنگ‌افزارهای شیمیایی در طول درگیری، الحاق کریمه به روسیه و تحریم‌های بین‌المللی علیه روسیه، بحث کردند. خشونت پس از جنگ داخلی در لیبی، درگیری اسرائیل و فلسطین، مداخله آمریکا در عراق در سال ۲۰۱۴ و بیماری ویروسی ابولا. با ولادیمیر پوتین، رئیس‌جمهور روسیه، آنها به عنوان مثال در مورد مذاکرات صلح وین برای سوریه گفتگو کردند.

## آمار
| چهار بزرگ | چهار بزرگ   | چهار بزرگ                  | چهار بزرگ                                            | چهار بزرگ                                            | چهار بزرگ         |
| کشور      | جمعیت       | سهم جمعیت اتحادیه اروپا[A] | کمک به بودجه اتحادیه اروپا (۲۰۱۴–۲۰۲۰) (میلیون یورو) | کمک به بودجه اتحادیه اروپا (۲۰۱۴–۲۰۲۰) (میلیون یورو) | عضو پارلمان اروپا |
| --------- | ----------- | -------------------------- | ---------------------------------------------------- | ---------------------------------------------------- | ----------------- |
| فرانسه    | ۶۶٬۶۱۶٬۴۱۶  | ۱۴٫۹۷٪                     | ۱۹٬۵۷۳٫۶                                             | ۲۷٫۵۲٪                                               | ۷۹                |
| آلمان     | ۸۰٬۷۱۶٬۰۰۰  | ۱۸٫۵۴٪                     | ۲۵٬۸۱۵٫۹                                             | ۳۶٫۳۰٪                                               | ۹۶                |
| ایتالیا   | ۶۰٬۷۸۲٬۶۶۸  | ۱۳٫۵۸٪                     | ۱۴٬۳۶۸٫۲                                             | ۲۰٫۲۰٪                                               | ۷۶                |
| بریتانیا  | ۶۷٬۷۹۱٬۴۰۰  | N/A                        | ۱۱٬۳۴۱٫۶                                             | ۱۵٫۹۵٪                                               | N/A               |
| مجموع     | ۲۷۲٬۲۱۵٬۰۸۴ | ۴۷٫۰۹٪                     | ۷۱٬۰۹۹٫۳                                             | ۶۴٫۲۴٪                                               | ۲۵۱               |

رای‌گیری شورای اتحادیه اروپا، جایی که رویه حاکی از اکثریت واجد شرایط است، برای تصویب پیشنهادهای کمیسیون به اکثریت مضاعف حداقل ۵۵ درصد از کشورهای عضو اتحادیه اروپا و ۶۵ درصد از جمعیت اتحادیه اروپا نیاز دارد. زمانی که این پیشنهاد از یک کشور عضو سرچشمه می‌گیرد، این میزان به ۷۲ درصد از کشورهای عضو اتحادیه اروپا و ۶۵ درصد از جمعیت اتحادیه اروپا افزایش می‌یابد.

### کوئینت
کوئینت (یا کوئینت ناتو) یک گروه تصمیم‌گیری غیررسمی متشکل از پنج قدرت غربی است: ایالات متحده و چهار بزرگ (فرانسه، آلمان، ایتالیا و بریتانیا). این سازمان به عنوان یک «مدیرعامل» نهادهای مختلف مانند ناتو و G7/G20 عمل می‌کند.

### برگزیت
همه‌پرسی عضویت در اتحادیه اروپا در روز پنجشنبه ۲۳ ژوئن ۲۰۱۶ در بریتانیا برگزار شد و در مجموع ۵۱٫۹ درصد به خروج از اتحادیه اروپا رای دادند. دولت بریتانیا ماده ۵۰ پیمان اتحادیه اروپا را برای آغاز روند خروج از اتحادیه اروپا که در ۳۱ ژانویه ۲۰۲۰ به پایان رسید، آغاز کرد. گروه ۴ در حال حاضر متشکل از بریتانیا و سه اتحادیه جدید اتحادیه اروپا (آلمان، فرانسه و ایتالیا) است، اعضای بنیان‌گذار بزرگ جوامع اروپایی که پس از تصمیم بریتانیا برای خروج از اتحادیه اروپا، نقش رهبری را در اروپا بازپس گرفته‌اند.

## رهبران فعلی دولت

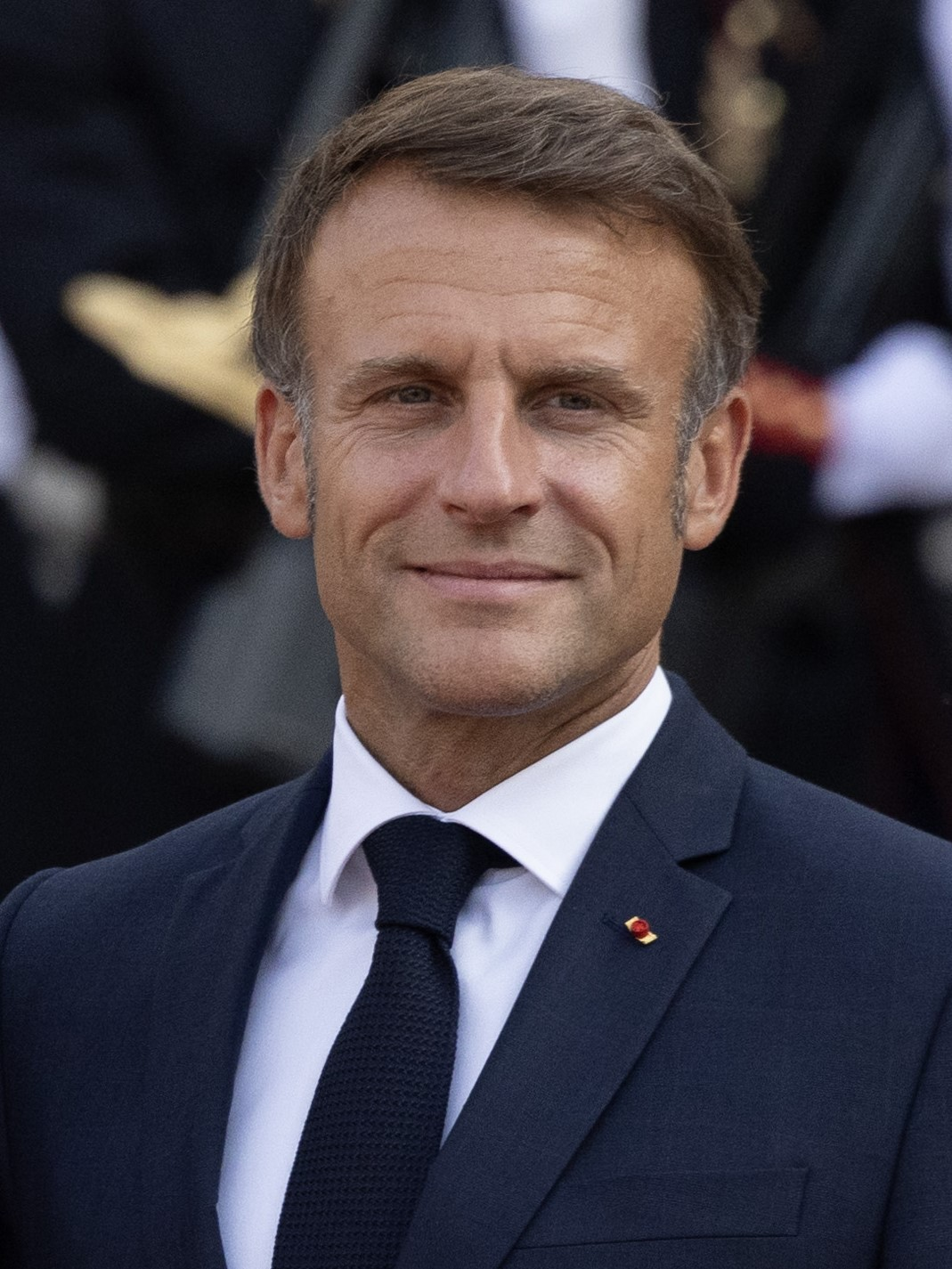
فرانسه امانوئل مکرون، رئیس‌جمهور
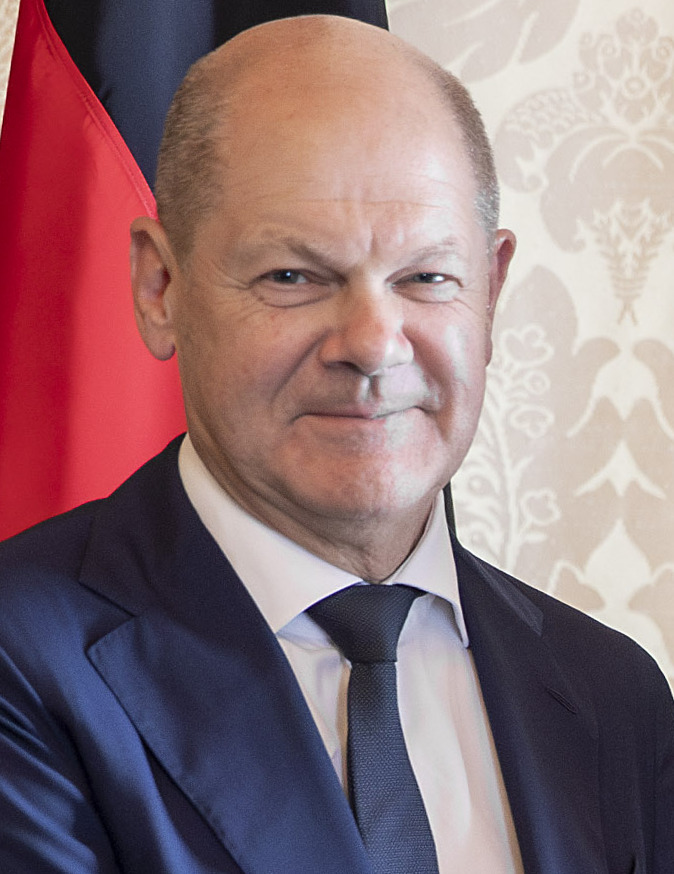
آلمان اولاف شولتس،  صدراعظم
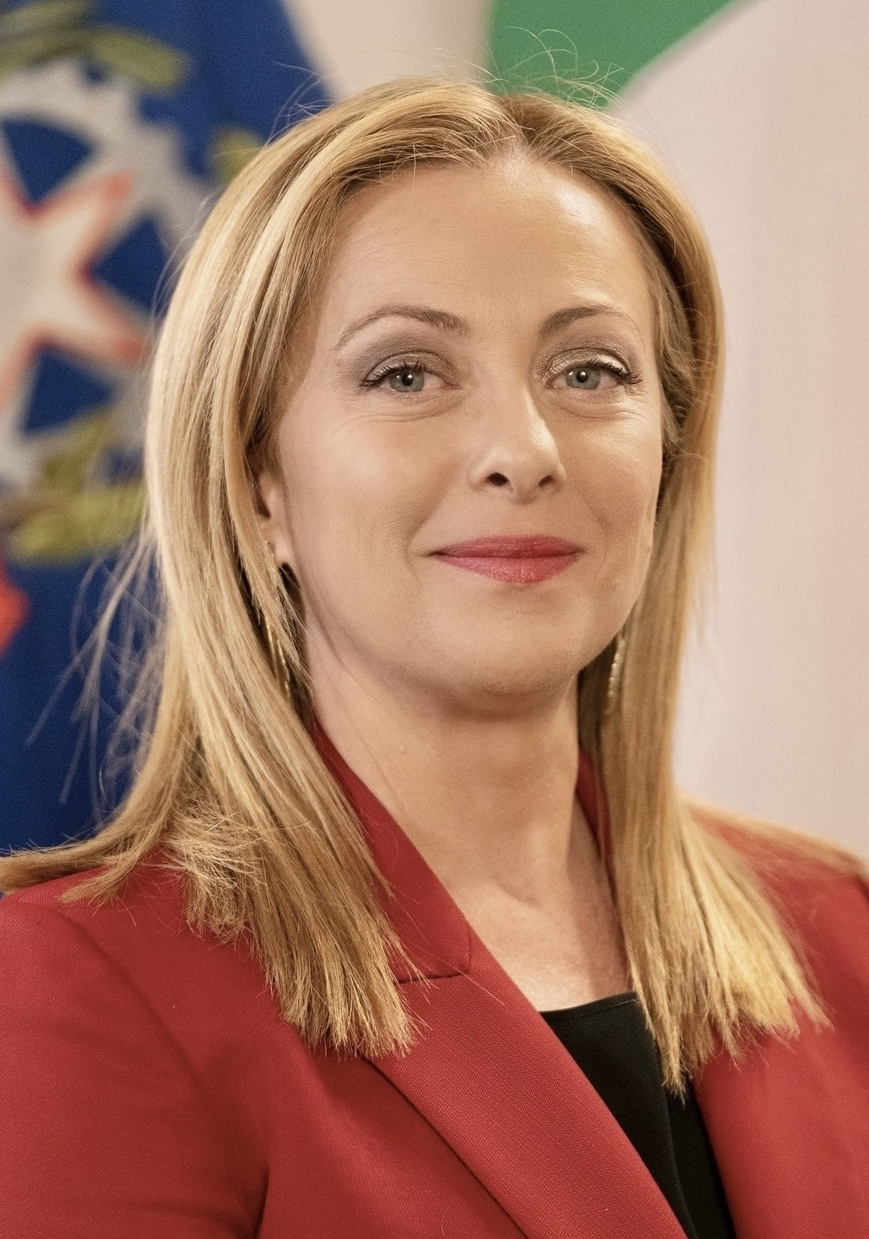
ایتالیا جورجا ملونی،  نخست‌وزیر
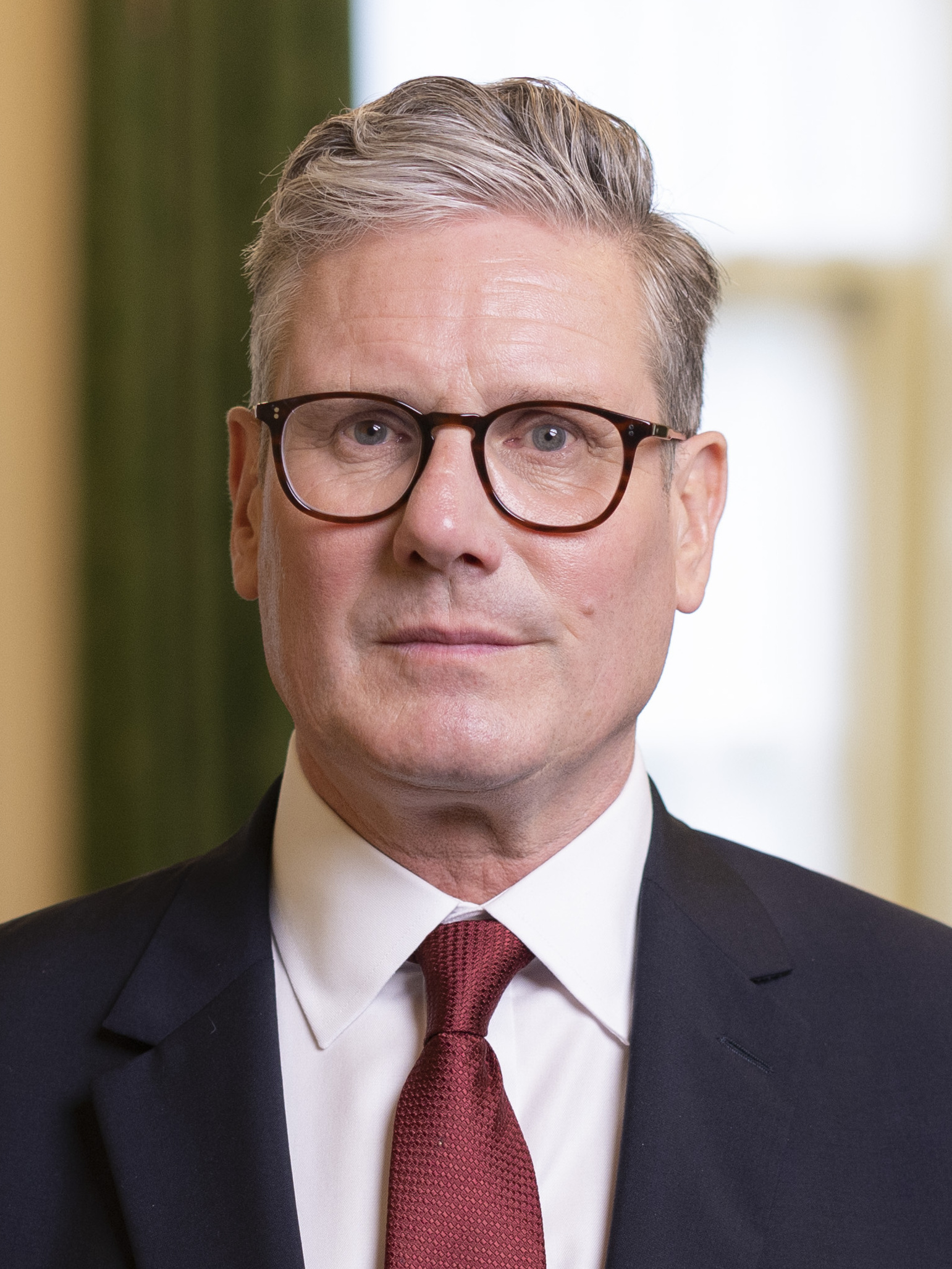
بریتانیا
کی‌یر استارمر،  نخست‌وزیر